# Drachten
Drachten kb. 45 000 lakosú város Hollandia északi részén, Frízföld tartományban. Smallingerland község fővárosa és legnagyobb központja, valamint Frízföld második legnagyobb városa.

## Földrajza

### Elhelyezkedése
Drachten a Friesland tartomány közép-keleti részén, az Oude Venen-tóvidéktől nyugatra, Surhuisterveen és Beetsterzwaag települések között (az előbbitől délre, az utóbbitól északra) Leeuwardentől kb. 30 kilométerre délkeletre fekszik.
|  |

### Közigazgatási felosztása
Drachten a következő buurtschappenekre oszlik:
- Buitenstvallaat
- Noarderein
- It Súd

## Társadalom

### Demográfiai fejlődése
A 2012-es népszámláláskor Drachten lakossága 44 919 fő volt. 2008-ban 43 685 lakosa volt,míg 2001-ben 41 630.

## Története
Drachten 1840 körül jött létre két buurtschappen, nevezetesen Noorderdrachten (korábban: Nortdracht és Noorderdragten ) és Zuiderdrachten (korábban: Suutdracht) egyesüléséből, és kezdetben Zuid-en Noord-Dragtennek nevezték. A Drachten név csak a 19. század második felétől használatos.
Mint Smallingerland község fő központja, többször is javasolták a Drachten elnevezést.

## Építészete
Drachten 25 épületet sorolt be a rijksmonumenten műemlékkategóriába.

### Épületek és látnivalók

#### Grote Kerk
Drachten érdekes épületei közé tartozik a Grote Kerk (Nagytemplom), amely 1743-ból származik.

#### Harangjáték
Drachten híres műalkotása a Gunnar Daan által 1996-ban készített nagy carillon, amelynek a Dam (Gát) ad otthont.
A kottadobozra Harmen Wind költő holland és fríz nyelvű írása van faragva, amely így szól: „Földből születtünk, a földből kaptunk tüzet, a víz jó közérzetet hozott nekünk […]”

#### Drachten Múzeum
Drachten nevezetességei között található a Museum Drachten is, amely Smallingerland művészeti és történelmi múzeuma, amely egy egykori ferences kolostorban kapott helyet.
A helyi újság a Drachtster Courant.

## Sport
A helyi amatőr futballklubot, a VV Drachtent 1921-ben alapították.

## Testvérvárosai
- Gobabis,[13] Namíbia
- Kiryat Ono,[13] Izrael

## Fordítás
- Ez a szócikk részben vagy egészben  a   Drachten című olasz Wikipédia-szócikk fordításán alapul.  Az eredeti cikk szerkesztőit annak laptörténete sorolja fel. Ez a jelzés csupán a megfogalmazás eredetét és a szerzői jogokat jelzi, nem szolgál a cikkben szereplő információk forrásmegjelöléseként.